# Cantó de La Ferté-Bernard
El cantó de La Ferté-Bernard és un cantó francès del departament de Sarthe, situat al districte de Mamers. Té 15 municipis i el cap es La Ferté-Bernard.

## Municipis
- Avezé
- Cherré
- Cherreau
- Cormes
- Dehault
- La Chapelle-du-Bois
- La Ferté-Bernard
- Préval
- Saint-Aubin-des-Coudrais
- Saint-Martin-des-Monts
- Souvigné-sur-Même
- Théligny
- Villaines-la-Gonais

## Història
| Data d'elecció                           | Identitat       | Partit        | Qualitat |
| ---------------------------------------- | --------------- | ------------- | -------- |
| 1945-1970                                | Louis Rigot     | radical       |          |
| 1970-1982                                | Émile Bénard    | CD, UDF       |          |
| 1982-2001                                | Pierre Coutable | Divers droite |          |
| 2001-                                    | Charles Somaré  | Divers droite |          |
| les dades anteriors no són pas conegudes |                 |               |          |
|                                          |                 |               |          |

## Demografia
| A partir de 1990: Població sense dobles comptes |